# Malalties i trastorns vulvars
La vulva pot presentar diverses malalties i trastorns:

## Infeccions
- Vaginitis
- Berrugues (a causa del VPH)
- Molluscum contagiosum
- Herpes genital
- Herpes zòster
- Dermatofitosi
- Hidradenitis suppurativa

## Malalties inflamatòries
- Dermatitis
- Liquen simple crònic
- Dermatosi inflamatòria crònica
- Psoriasi
- Liquen esclerós
- Liquen pla
- Vulvitis
- Pèmfig vulgar

## Càncer vulvar
- Carcinoma escatós
- Carcinoma basocel·lular
- Melanoma

## Úlceres
- Úlcera aftoide
- Síndrome de Behçet

## Trastorns del desenvolupament
- Vagina septada
- Hermafroditisme